# Río Mayo (Chubut)
Río Mayo est une petite ville d'Argentine, située dans le département de Río Senguer de la province de Chubut, en Patagonie.

## Situation - Description
La ville est située au sud-ouest de la province, sur les rives du río Mayo, principal affluent de rive droite du río Senguerr.
Elle est une étape vers la frontière chilienne, aux environs de deux postes-frontières, l'un au niveau de la localité de Lago Blanco vers Balmaceda (Chili), et l'autre au niveau de Aldea Beleiro.
Río Mayo possède les services indispensables pour les visiteurs, et permet en outre la pratique d'activités telles que la pêche sportive, l'équitation, le cyclisme de montagne et le trekking.

## Accès
La ville bénéficie d'assez bonnes liaisons routières. Elle est située au croisement de la route nationale 40 et de la route provinciale 74 qui mène vers l'est à la route nationale 26. Cette dernière la relie à la grande ville de Comodoro Rivadavia sur l'Océan Atlantique.

## Toponymie
La petite ville doit son nom à Gregorio Mayo, militaire appartenant à la Compagnie de "Los Rifleros del Chubut", qui fit une expédition en 1884 pour la reconnaissance des terres occidentales du Territoire du Chubut.

## Population
Sa population s'élevait à 2 939 habitants en 2001, ce qui représentait un accroissement de 10,9 % par rapport aux 2 651 recensés en 1991.